# 英西戰爭 (1585年—1604年)
英西戰爭（英語：Anglo-Spanish War）（1585年–1604年）是西班牙王國與英格蘭王國之間未經正式宣戰的斷續性衝突。英西戰爭係由多場大範圍戰役組成，起於1585年英格蘭在萊斯特伯爵指揮下遠征荷蘭、擁護荷蘭議會抵抗哈布斯堡王朝的統治。
1587年英國於加的斯率先奪勝，翌年擊退西班牙無敵艦隊，但1589年英國無敵艦隊在拉科鲁尼亚敗北。之後情勢逆轉，拉科魯尼亞與里斯本並接連失守。西班牙隨後派遣二艘無敵艦隊趁勝追擊，但在惡劣的氣候下遭挫。
無敵艦隊戰敗後的十年間，西班牙加強了海軍實力，對後來南美洲貴重金屬的運輸影響深遠。之後的戰役中英格蘭一直處於敗方，而戰爭到了本世紀末布列塔尼與愛爾蘭戰役期間漸走入僵局。英西戰爭在1604年由腓力三世與新任英格蘭國王詹姆斯一世代表簽訂倫敦條約後畫下句點。英西協議分別停止對愛爾蘭與西屬荷蘭的軍事介入，且英方放棄英國在公海上的劫掠行為。締約兩方皆有達成部分目標，但整起戰爭過程對兩國財政都造成了相當程度的負擔。

## 前因
作為一位狂熱的羅馬天主教會擁護者，1560年代，腓力二世基於宗教與利益因素，決議侵擾帶有新教色彩的英國王室政權。天主教會拒絕承認信奉新教的伊莉莎白一世為合法的英國君權，而伊莉莎白也以出席英國國教會宗教儀式作為對天主教會的反擊，並下令禁止進行彌撒或誦其經文。英國同時著手於扶持新教在荷蘭的勢力，此舉更使西班牙政權對英的敵意日益高漲。
於是，伊莉莎白的表侄女蘇格蘭女王瑪麗一世因信仰天主教，而被腓力二世與天主教會認定是正統英國女王。1567年，瑪麗因貴族叛變而遭到囚禁，並被迫將蘇格蘭王位讓給她的幼子詹姆斯。驚險逃脫後，她迅速逃往英格蘭，卻又被伊莉莎白囚禁。此後直至瑪麗過世的二十年間，伊莉莎白與詹姆斯的敵對者仍然不停地籌計將瑪麗推上英蘇二國的寶座。
英國在西班牙美洲殖民地及大西洋的私掠行為（西班牙視其為海盜）嚴重影響西班牙的王室收入。英國的跨大西洋奴隸貿易——由約翰·霍金斯爵士於1562年發起——獲得伊莉莎白的支持，無視於西班牙政府的控訴，指霍金斯在加勒比地區西屬殖民地的貿易實已構成走私。
1568年9月，一支由霍金斯與法蘭西斯·德瑞克爵士領導的奴隸買賣遠征隊遭到西班牙突擊，造成數艘船艦於墨西哥韋拉克魯斯沉船，即聖胡安戰役。這場交戰使英西二國關係迅速惡化，翌年英國便扣押了數艘西班牙派遣至荷蘭支援軍隊的珍宝艦隊。德瑞克與霍金斯則加強私掠以突破西班牙在大西洋貿易的壟斷。
為達成宣揚新教的人生宗旨，伊莉莎白提供法國宗教戰爭與荷蘭革命的新教勢力援助、對抗西班牙政權。與此同時，腓力二世大力壓制新教的傳播，資助法國戰爭的天主教聯盟、支持愛爾蘭的第二次德斯蒙德戰爭（1579年－1583年），擁護愛爾蘭天主教徒反抗伊莉莎白。
1585年，伊莉莎白與荷蘭簽訂楠薩奇條約，同意供予人力、馬匹與津貼。腓力二世將此視為伊莉莎白對西班牙政府宣戰。

## 戰爭
1585年，英国商船在西班牙港口被扣押后，英西战争爆发。作为回应，英国枢密院立即授权在纽芬兰和大浅滩附近发起一场反对西班牙渔业的运动。这场战役取得了巨大成功，随后导致了英格兰在美洲的首次持续活动。8月，英国加入了八十年战争，荷兰新教联合省宣布脱离西班牙独立。同年，英国人建立了他们的第一个新世界定居点，拉尔夫·莱恩建立的短暂的罗阿诺克殖民地。
女王通过弗朗西斯·沃尔辛厄姆命令弗朗西斯·德雷克爵士率领探险队以先发制人的方式袭击西班牙新大陆。德雷克于10月航行至西印度群岛，1586年1月攻占并洗劫了圣多明各。接下来的一个月，他们在卡塔赫纳德印第亚斯也做了同样的事情，并于5月向北航行，突袭佛罗里达州的圣奥古斯丁。当德雷克7月抵达英国时，他成了民族英雄。然而，在西班牙，这一消息是一场灾难，这进一步助长了西班牙国王腓力对英格兰的入侵计划。与此同时，托马斯·卡文迪什于1586年7月21日率领三艘船只出发，突袭西班牙在南美洲的定居点。卡文迪什突袭了三个西班牙定居点，俘获或烧毁了十三艘船。其中包括一艘600吨重的财富大帆船圣安娜号，这是英国人入手有史以来最大的财富。卡文迪什于1588年9月9日环球航行返回英国。

### 荷兰起义（1585年-1587年）

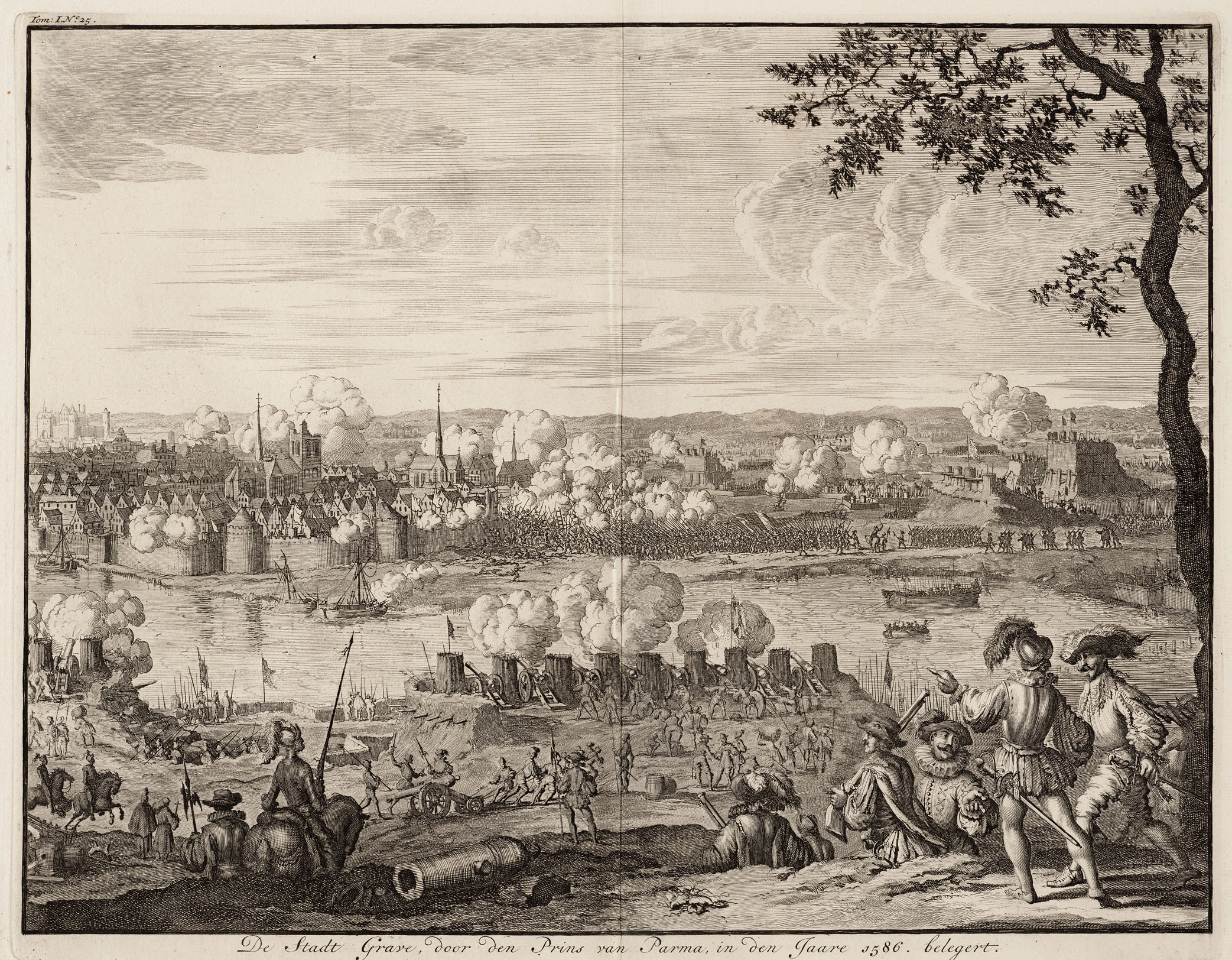
赫拉弗围城战

莱斯特伯爵罗伯特·达德利于1585年随一个政要团被派往联合省，并接受了联合省省长的职位。然而，这遭到了伊丽莎白的愤怒，她表示不希望对荷兰拥有任何主权。自战争开始以来，英国雇佣兵一直驻扎在那里，当时由退伍军人约翰·诺里斯爵士指挥。他们联合了部队，但人手不足，资金不足，面对的是由著名的帕尔马公爵亚历桑德罗·法尔内塞领导的欧洲最强大的军队之一。在第二年的赫拉弗围城战中，达德利试图救援，但荷兰驻军指挥官哈德维伊·范·赫默特将该镇交给了西班牙人。听到赫拉弗突然陷落，达德利勃然大怒，处死了范·赫默特，这震惊了荷兰人。随后，英国军队取得了一些成功，在7月占领了阿克塞尔（Axel），在接下来的一个月占领了杜斯堡。
然而，达德利与荷兰人糟糕的外交使情况变得更糟。他的政治基础削弱了，军事局势也削弱了。在聚特芬城外，一支英国军队被击败，著名诗人菲利普·西德尼受了致命伤，这对英国人的士气是一个巨大的打击。聚特芬和代芬特尔被天主教徒威廉·斯坦利和罗兰·约克背叛，这进一步损害了莱斯特伯爵的声誉。1587年6月，在荷兰拒绝提供救援后，一支以英国人为主的驻军在斯勒伊斯被帕尔马公爵围困并占领。这导致了莱斯特伯爵和各省之间的相互指责。
莱斯特伯爵很快意识到自己的处境有多么糟糕，并要求召回。他辞去了省长的职务——他的任期在军事和政治上都是失败的，结果，他在财政上一落千丈。莱斯特伯爵离开后，荷兰人选举奥兰治亲王的儿子拿骚的毛里茨伯爵为省督。与此同时，佩莱格里纳·贝尔蒂接管了驻荷兰的英国军队。

### 西班牙无敌舰队
1587年2月8日，苏格兰女王玛丽一世被处决，激怒了欧洲的天主教徒。作为对玛丽被处决的报复，腓力发誓要入侵英格兰，让一位天主教君主登上王位。1587年4月，弗朗西斯·德雷克在加的斯港烧毁了37艘西班牙船只，腓力的准备工作受挫，因此入侵英格兰的行动不得不推迟一年多。
7月29日，腓力获得教皇权力认可推翻被教皇庇护五世逐出教会的伊丽莎白，并将他选择的任何人置于英格兰王位上。他组建了一支由约130艘船组成的舰队，其中包括8050名水手、18973名士兵和2088名划船工。为了资助这项事业，教皇西斯笃五世允许腓力征收十字军税。西斯笃曾承诺，如果西班牙人到达英国领土，将向他们提供进一步的补贴。
1588年5月28日，在第七代梅迪纳-西多尼亚公爵阿隆索·德·古斯芒的指挥下，无敌舰队启航前往荷兰，在那里为入侵英格兰增派部队。当舰队驶过英吉利海峡时，由第一代诺丁汉伯爵查尔斯·霍华德和弗朗西斯·德雷克率领的英国海军与西班牙人进行了一场消耗战，从普利茅斯到波特兰，再到索伦特，阻止了他们侵入任何英国港口。西班牙人被迫撤回加莱。当西班牙人以新月形的防御队形停泊在那里时，英国人使用消防船打破队形并驱散西班牙船只。在随后的格拉沃利讷战役中，英国海军袭击了无敌舰队，并迫使其在回家的漫长路上在更危险的暴风雨水域向北航行。当他们在苏格兰周围航行时，无敌舰队遭受了暴风雨天气的严重破坏和人员损失。当他们接近爱尔兰西海岸时，更具破坏性的暴风雨迫使船只靠岸，而其他船只则遇难。当舰队最终颤颤巍巍地返回港口时，疾病造成了沉重的损失。

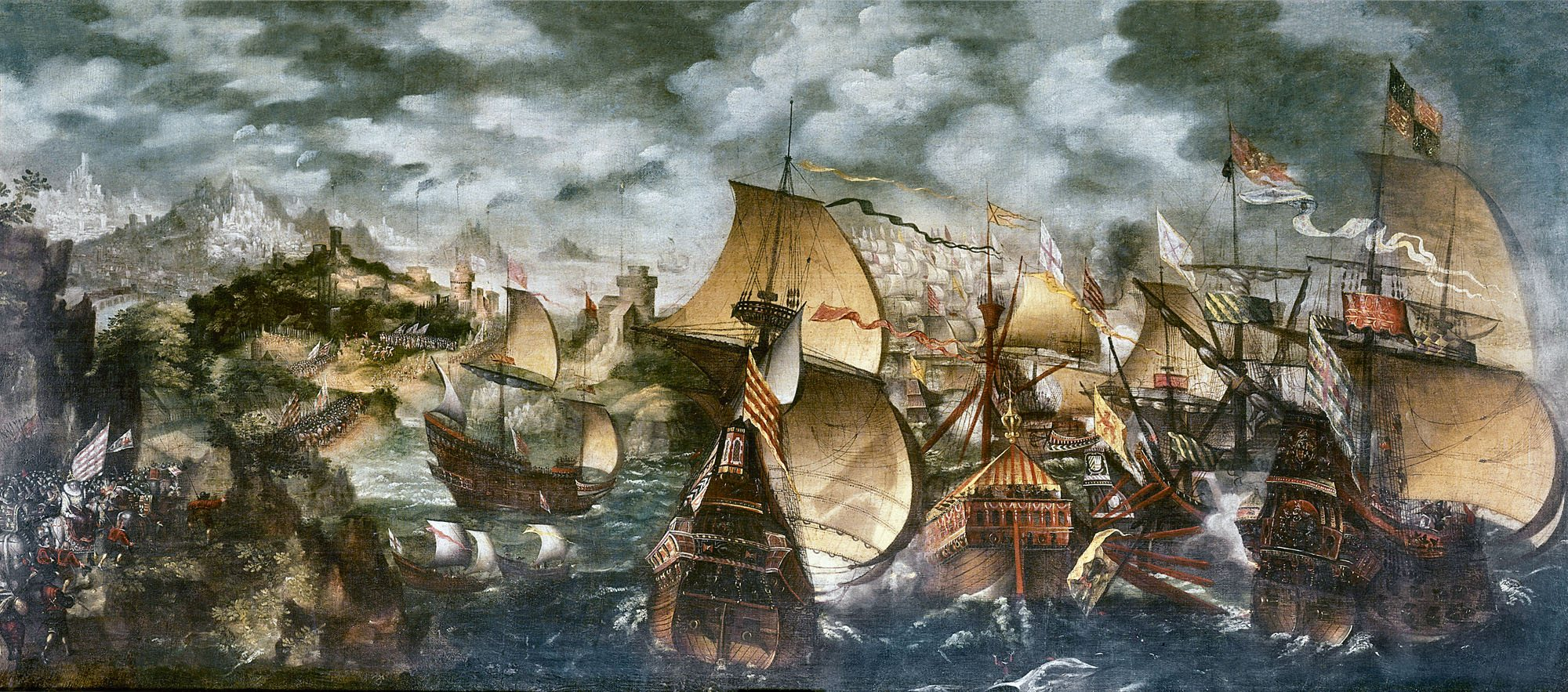
格拉沃利讷海战，尼古拉斯·吉拉尔德画作

腓力的入侵计划之所以失败，部分原因是恶劣的天气和他自身的管理不善，另一部分原因是英国及其荷兰盟友的机会主义防御战术占了上风。“无敌舰队”的失败为英国远洋水手提供了宝贵的航海经验。虽然英国人能够坚持对西班牙的私掠，并继续派遣军队协助腓力二世在荷兰和法国的敌人，但这些努力几乎没有带来实际回报。这一事件最重要的影响之一是，无敌舰队的失败被视为上帝支持英国新教改革的标志。其中一枚为庆祝英国胜利而铸造的奖牌上刻着拉丁语/希伯来语铭文Flavit יהוה et Dissipati Sunt（字面意思是：“雅威吹动，他们散开了”；传统上更自由地翻译为：“他吹动他的风，他们散开”。）

### 英国无敌舰队

英国无敌舰队的行进（红色）和撤退（淡红色）路线

1589年，在弗朗西斯·德雷克爵士和约翰·诺里斯爵士的指挥下，英国组建了一支反无敌舰队，负责三项任务：
- 摧毁西班牙大西洋舰队，该舰队正在西班牙北部的桑坦德、拉科鲁尼亚和圣塞瓦斯蒂安进行维修。
- 在葡萄牙里斯本登陆，并在那里发动反抗，反对国王腓力二世（葡萄牙费利佩一世）并扶助多姆·安东尼奥（英语：António, Prior of Crato）（Dom António）登上葡萄牙王位。
- 如果可能的话，占领亚速尔群岛，以便建立一个永久基地，并捕获即将到来的西班牙珍宝船队。

由于这项任务是以股份公司的形式进行的，德雷克有投资者的需求满足，因此，他没有遵守女王的命令，而是绕过桑坦德海岸，寻求掠夺、战利品和经济奖励。5月4日，他在拉科鲁尼亚突然登陆，占领并掠夺了下城区，并扣押了一些商船。诺里斯随后在布尔戈桥（现在的蓬特韦德拉）以微弱优势战胜了西班牙救援民兵部队。然而，当英国人向桥头堡发起进攻时，他们被击退，伤亡惨重。此外，一些英国船只被西班牙海军俘获。
两周后，由于未能占领拉科鲁尼亚，英国人于5月26日出发驶向里斯本登陆，但由于组织不力（他们几乎没有攻城炮）、缺乏协调和饥饿，入侵部队也未能占领里斯本。英国期待忠于克拉托的葡萄牙人发动起义也未能实现。随着葡萄牙和西班牙增援部队的抵达，英国人被迫撤退并向北航行，沿途将数百名死者抛入船外，德雷克洗劫并烧毁了维戈。年轻的威廉·芬纳（William Fenner）带着克罗斯船长指挥的17艘补给船从英国出发，在一场风暴后与舰队分离，发现自己正驶向马德拉群岛，最终停泊在圣港岛，第二天又有7艘英国船只加入了他的行列。他们占领了这个岛，并在接下来的两天里进行了补给。由于找不到舰队的其他成员，他们启航返回英国。德雷克试图驶向亚速尔群岛，但无法逆风而行。面对越来越多的疾病和死亡，他放弃了冒险，步履蹒跚地回到普利茅斯，迭戈·德·阿拉姆布鲁上尉的扎布拉船队几乎全程在骚扰他。
由于目标都没有实现，失去了对削弱的西班牙海军进行决定性打击的机会。而且这次探险耗尽了英国财政部的财政资源，而财政部在伊丽莎白一世的长期统治期间得到了精心修复，其失败是如此尴尬，以至于即使在今天，英国也几乎不承认曾经发生过这种情况。通过这次失去的机会，腓力二世得以在第二年重振海军，派遣37艘舰艇和6420人前往布列塔尼，在那里他们在布拉韦河上建立了一个行动基地。尽管每年都有大量的军事人员动员，但英国和荷兰最终未能扰乱西印度的各种舰队。因此，西班牙几十年来一直是欧洲的主导力量。

### 荷兰起义（1588年-1598年）
在无敌舰队战败后不久，帕尔马公爵的部队放弃了入侵行动。秋天，帕尔马公爵将部队向北转移到贝亨奥普佐姆，然后试图用大量兵力围攻英国控制的城镇。然而，英国人在一次诡计中成功击退了西班牙人，并迫使帕尔马伯爵以惨重的损失撤退，这鼓舞了荷兰和英国人的士气。第二年，在伊丽莎白一世的命令下，伯蒂率领一支部队前往法国，帮助新教徒对抗天主教联盟。此后，弗朗西斯·维尔爵士（Sir Francis Vere）接管了英国军队的指挥权——他在十五次战役中一直担任这一职位，几乎取得了持续的成功。
1590年，毛里茨和维尔领导下的英荷联军分别发动了一场战役，目的是夺取布雷达。在一次成功的突然袭击之前，一支小型突击队躲在一艘泥炭驳船里，取得了非凡的成就。在法国的西班牙军队支持天主教联盟和低地国家的情况下，毛里茨得以利用这一优势，从而开始了对荷兰的逐步重新征服，这被荷兰人称为“十年光辉岁月”。布雷达战役之后不久，英荷联军重新夺回了聚特芬和代芬特尔，在他们之前的背叛后恢复了英国的威望。1591年在克诺森堡（奈梅亨附近）击败帕尔马公爵领导下的西班牙人后，对军队形成了新的信心。此时，英国军队几乎占荷兰起义军的一半。
许尔斯特、奈梅亨、海特勒伊登贝赫、斯滕韦克和库福尔登在接下来的两年内都被占领，侦察工作仍在继续。1593年，弗朗西斯科·威尔杜戈领导的西班牙夺回库福尔登的尝试以失败告终，1594年春天，毛里茨和维尔领导下的英荷联军成功解围。最后，1594年夏天联军攻占格罗宁根，导致西班牙军队被迫撤出北部省份，这导致了七个省份的完全恢复。
在这些成功之后，伊丽莎白可以看到对军队的高度信任，并于1595年与各省续签了条约。英国军队受到荷兰的高度赞扬，驻扎在4000人左右。这些费用将由各省支付，女王也将分期偿还王室的费用，直到达成和平。
1595年，莫里斯的战役重新开始，从西班牙人手中夺回特文特地区的城市。这是在于伊于三月被围困后被推迟的，但毛里茨无法阻止其沦陷。当莫里斯发动进攻时，他在7月试图占领赫龙洛的行动以失败告终，当时90岁的老将克里斯托瓦尔·德·蒙德拉贡率领的西班牙军队解除了这座城市的武装。9月，毛里茨试图进攻莱茵贝格城，但蒙德拉贡在利珀河战役中挫败了这一行动。毛里茨随后被迫取消了进一步的进攻计划，因为他的大部分英国和苏格兰军队都被撤回，参加了对加的斯的进攻。在他们的新指挥官奥地利大公的领导下，西班牙人利用这一平静期，于次年夺回了许尔斯特，这导致了战役的长期僵局，并推迟了重新征服。
到1597年，西班牙破产和法国战局使英荷占据了优势。在蒂伦豪特战役中，一支西班牙部队被击溃；维尔和莱斯特伯爵表现特别杰出。由于西班牙被法国亚眠的围攻分散了注意力，毛里茨在夏天发动了进攻。这一次，莱茵贝格和赫龙洛都被荷兰人占领。随后在年底占领了布雷德福特、恩斯赫德、乌特马苏姆、奥尔登扎尔，最后占领了林根。攻势的成功意味着荷兰北部七个省的大部分已被荷兰共和国夺回，并在莱茵河沿岸建立了一道重要的屏障。

### 海战和私掠
1588年11月，腓力二世下令建造21艘新的克拉克帆船，它们都是大型的。其中12艘建在坎塔布里亚港口，因其数量和名称而引人注目；他们被称为“十二使徒”。此外，葡萄牙制造了6艘，直布罗陀制造了2艘，比纳罗斯制造了1艘；他们都在很短的时间内投入使用。腓力随后在布列塔尼建立了一个海军基地，这威胁到了英国，并允许建立一个复杂的护航系统和改进的情报网络，这挫败了英国海军在1590年代对西班牙宝藏船队的企图。1591年，埃芬厄姆率领的分舰队在亚速尔群岛附近被击退，这一点得到了最好的证明，他们本打算伏击宝藏舰队。正是在这场战斗中，在船长理查德·格伦威尔爵士的顽强抵抗之后，西班牙人俘获了英国旗舰“复仇号”。在整个1590年代，庞大的护卫船队使西班牙人运送的白银数量是前十年的三倍。
然而，被称为伊丽莎白的“海狗”的英国私掠船或海盗船获得了更大的成功。在西班牙无敌舰队被击败后的三年里，西班牙船只共被洗劫了三百多次，申报总价值远超40万英镑。英国朝臣为自己和其他人的探险提供资金，甚至伊丽莎白本人都会进行投资。坎伯兰伯爵进行了多次探险，其中几次确实获利颇丰——他的第一次探险是1589年的亚速尔群岛之旅。然而，由于天气恶劣，其他人都失败了，他1591年的航行在贝伦加斯群岛附近被西班牙舰队击败。坎伯兰与沃尔特·雷利爵士和马丁·弗罗比舍的财力和军力相结合，促成了这场战争中最成功的英国海军远征。

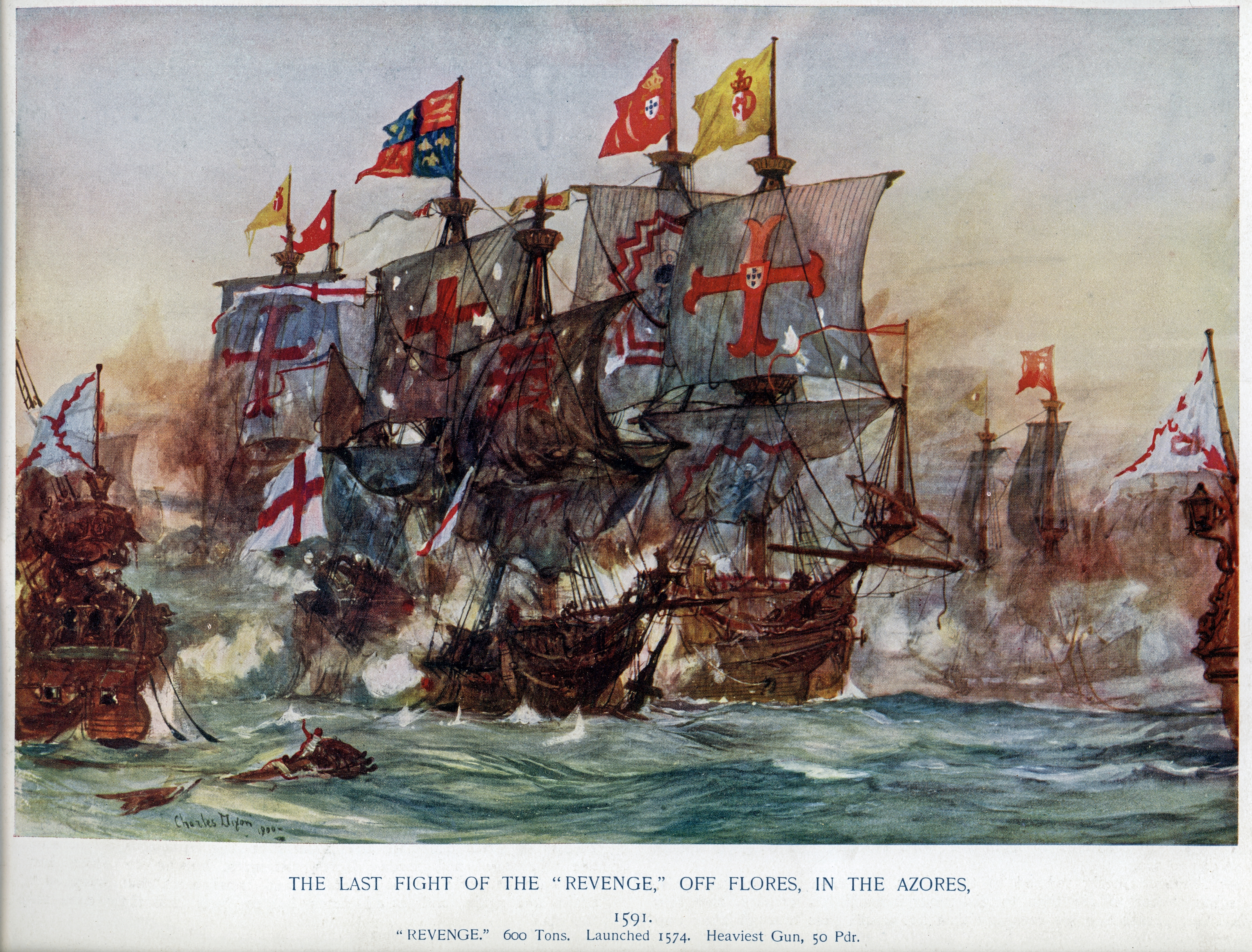
1591年的弗洛雷斯岛，最后的复仇之战

1592年，在弗洛雷斯岛附近，英国舰队俘获了葡萄牙的一艘大型帆船“上帝之母号”（Madre de Deus），并智胜了由阿隆索·德·巴桑（Alonso de Bazán）率领的西班牙舰队。探险队的收获几乎相当于英国王室年收入的一半，伊丽莎白的投资回报率高达20倍。这些财富使英国人对从事这种富裕的商业活动产生了极大的热情。1595年，雷利亲自远征奥里诺科河，试图找到神话中的黄金国；在这个过程中，英国人掠夺了西班牙在特立尼达的定居点。然而，雷利回到英国后会夸大在那里发现的财富。阿米亚斯·普雷斯顿和乔治·萨默斯领导的另一支南美洲普雷斯顿-萨默斯探险队为雷利的探险提供了支持，该探险队以大胆的陆上进攻而闻名，并占领了加拉加斯。
许多探险活动都是由著名的伦敦商人资助的，其中最著名的是约翰·沃茨。詹姆斯·兰开斯特率领的一支由沃茨资助的葡属巴西探险队捕获并掠夺了累西腓和奥林达，这对双方来说都是有利可图的。作为对英国私掠商船的回应，西班牙王国麾下的敦刻尔克私掠者进行反击，在英格兰周围基本上没有设防的海域破坏了英国的航运和捕鱼。
到目前为止，最成功的英国私掠船是克里斯托弗·纽波特，他得到了沃茨的财政支持。纽波特于1590年出发突袭西印度群岛，在随后的战斗中，西班牙武装船队被击败，但纽波特在这一过程中失去了右臂。尽管如此，纽波特仍然继续冒险——1591年对古巴西部的封锁是英国在战争期间最成功的私掠行动。德雷克和霍金斯两人在1595-96年后期对波多黎各、巴拿马和西班牙大陆殖民地其他目标的远征中都死于疾病，这是一次严重的挫折，尽管取得了一些小的军事胜利，但英国在士兵和船只方面遭受了重大损失。
1595年8月，由卡洛斯·德·阿梅斯奎塔率领的来自布列塔尼的西班牙海军在康沃尔登陆，袭击并烧毁了彭赞斯和附近的几个村庄。

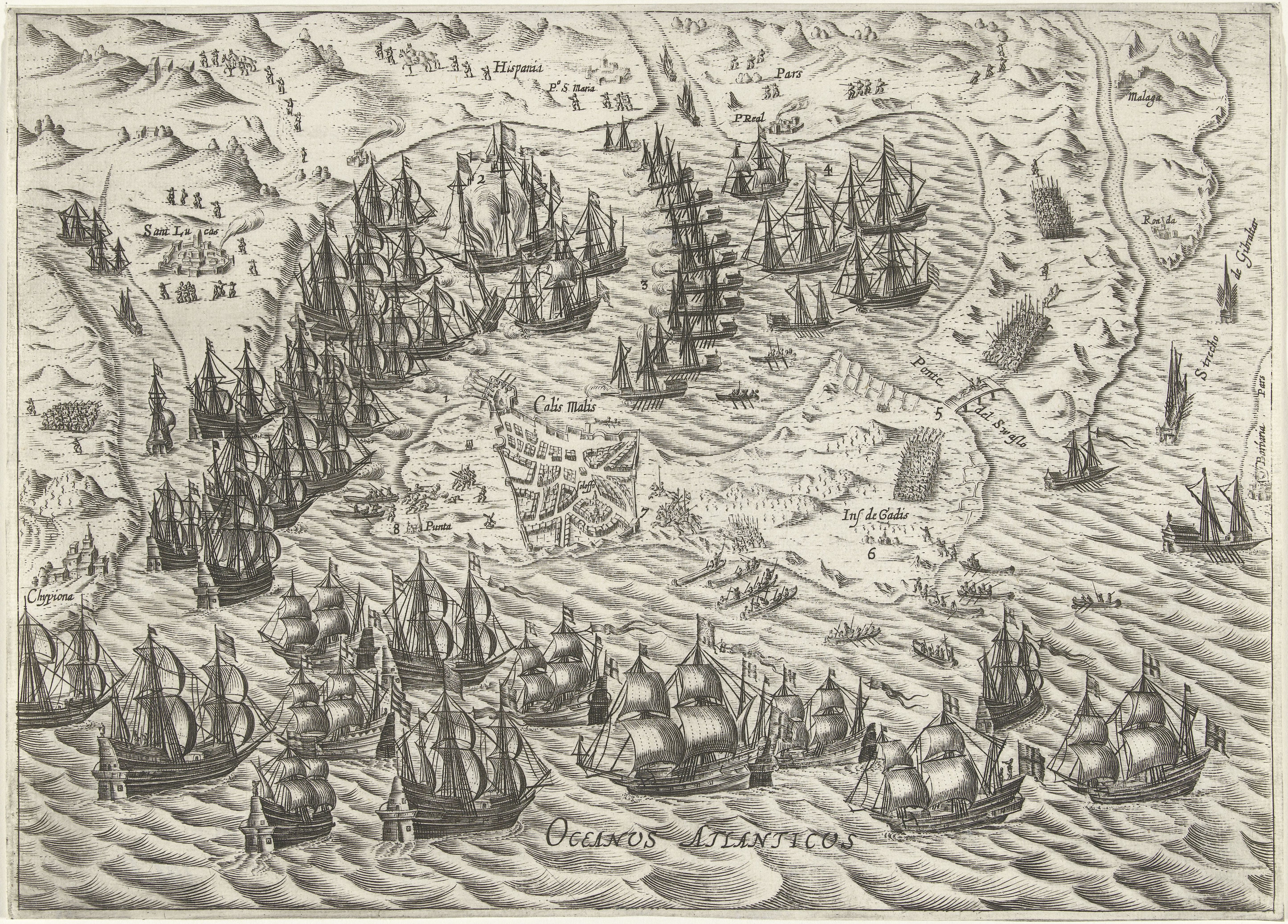
加的斯湾海战，1596年

1596年夏天，伊丽莎白年轻的宠臣埃塞克斯伯爵率领的英荷探险队洗劫了加的斯，给西班牙舰队造成了重大损失，使这座城市成为废墟，并推迟了向英国的进攻。联军无法捕获宝藏，因为西班牙指挥官有时间点燃港口的珍宝船，将宝藏沉入港口海底，后来从那里找回了宝藏。尽管未能俘获珍宝舰队，但加的斯战役被视为一场全国性的胜利，堪比对西班牙无敌舰队的胜利，埃塞克斯伯爵的声望一度与伊丽莎白不相上下。
英国王室没有对臣民进行控制和征税，而是为了私人利益与他们竞争；它未能在这方面取得成功，因为伟大的海军探险队总体上是无利可图的。最后一次伟大的英国海军远征发生在1597年，由埃塞克斯伯爵率领，被称为群岛之旅。目的是摧毁西班牙舰队，并在亚速尔群岛拦截一支珍宝船队。两者都没有实现，探险以代价高昂的失败告终，埃塞克斯伯爵在返回时被女王斥责没有保护好英国海岸。
虽然这场战争极大地消耗了英国的财政，但事实证明，它对许多英国私掠船来说是有利可图的。在其最后几年，尽管西班牙海军护航队得到了加强，英国的私掠仍在继续——1598年坎伯兰伯爵最后一次前往加勒比海的探险成功占领了圣胡安，并在德雷克失败的地方取得了成功。1599年纽波特袭击了塔巴斯科，1601年威廉·帕克成功袭击了波托韦洛。1603年，克里斯托弗·克莱夫袭击了圣地亚哥-德古巴，在战争的最后一次突袭中，纽波特掠夺了卡巴洛斯港。最后，就在1604年8月和平条约签署前几天，后来的海军上将安东尼奥·德·奥昆多在加的斯湾击败并俘虏了一艘英国私掠船。
战争结束时，英国私掠船摧毁了西班牙私人商船队。英国文学和宣传界盛赞的最著名海盗往往攻击对西班牙王室价值不大的渔船或船只。然而，西班牙的获利是以消耗性的速度获得的；到战争结束时，有近1000人被俘，平均每年战争的申报价值约为10万至20万英镑。此外，每带回一艘西班牙战利船，就有另外一艘船被烧毁或凿沉，如此多的英国海盗的存在只是阻止一些西班牙商人出海。这导致许多西班牙和葡萄牙的贸易都是由荷兰和英国的船只进行的，这本身就造成了竞争。尽管如此，在整个战争期间，西班牙重要的珍宝船队都通过其护航系统保持安全。

### 荷兰起义（1598年-1604年）

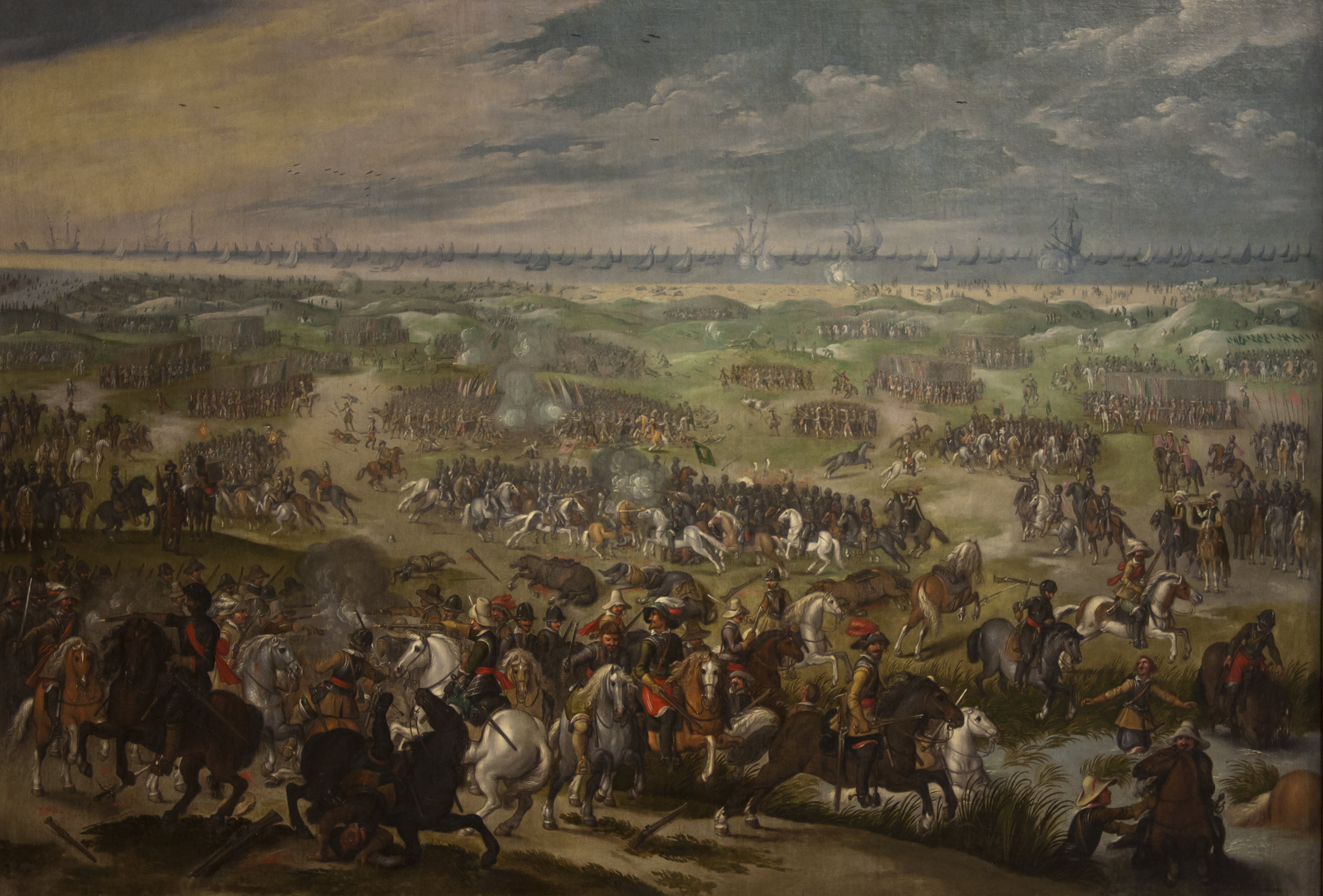
纽波特战役，1600年，塞巴斯蒂安·弗兰克斯画作

1598年，弗朗西斯科·德·门多萨（Francisco Mendoza）领导下的西班牙人在一场被称为1598-1999年西班牙冬季的战役中夺回了莱茵贝格和梅尔斯。随后，门多萨试图夺取博默勒瓦尔德，但毛里茨领导下的荷兰和英国人挫败了这一企图，并在扎尔特博默尔击败了他。门多萨从该地区撤退，这场失败导致西班牙军队陷入混乱——兵变发生，许多人背井离乡。第二年，由约翰·范·奥尔登巴内费尔特领导的荷兰参议院看到了西班牙军队的混乱，并决定将战争的焦点集中在天主教佛兰德斯的时机已经成熟。尽管毛里茨和范·奥尔登巴内费尔特之间发生了激烈的争执，但荷兰人和弗朗西斯·维尔领导下的一支相当大的英国军队勉强同意了。他们利用奥斯坦德（当时在荷兰人控制之下）作为基地入侵佛兰德。他们的目标是征服私掠船的大本营敦刻尔克。1600年，他们向敦刻尔克挺进，在一场激烈的战斗中，英荷在纽波特会战中罕见地击败了采用大方阵的西班牙军队，英国人在这场战役中发挥了重要作用。然而，联军从未攻击敦刻尔克，因为荷兰指挥部的争端意味着收复被西班牙占领的共和国其他地区的城市是优先事项。毛里茨的部队因此撤退，留下维尔坐镇奥斯坦德，以应对即将到来的西班牙围攻。
随着奥斯坦德围城战的进行，毛里茨于1600年夏天在莱茵河边境发动进攻。莱茵贝格和默尔斯因此再次从西班牙人手中夺回，尽管在冬季的几个月里，对斯海尔托亨博斯的攻势失败了。1602年1月，在得到增援后的奥斯坦德，维尔面临着阿尔伯特大公组织的西班牙大规模正面进攻，在激烈的战斗中，这场进攻被击退，损失惨重。维尔不久后离开了这座城市，与毛里茨会合，而阿尔伯特则被才华横溢的安布罗吉奥·斯皮诺拉取代。围攻又持续了两年，因为西班牙人试图在一场代价高昂的消耗战中占领奥斯坦德的据点。大约在毛里茨继续他的战役的同时，赫拉弗被联军夺回，但维尔在围攻中受了重伤。1604年中期，荷兰人和英国人试图给奥斯坦德解围，但斯勒伊斯港的内陆部分却被围困并占领。不久之后，经过近四年的围攻，奥斯坦德守军最终投降，数千人丧生；对西班牙人来说，这是一场代价高昂的胜利。

### 法国战线

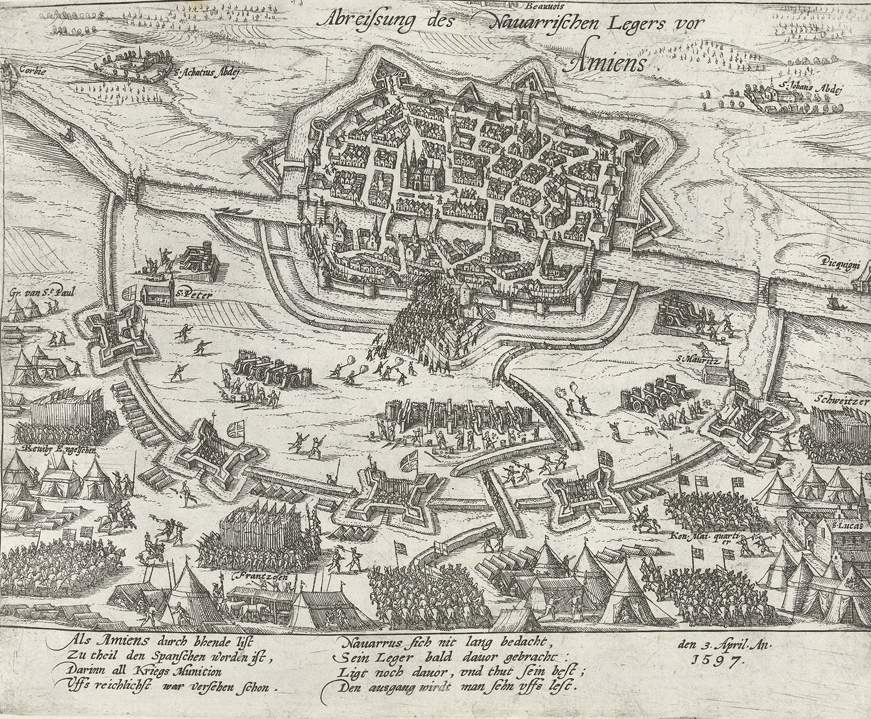
1597年的亚眠攻城战

诺曼底在战争中增加了一条新战线，并威胁要再次入侵英吉利海峡。1590年，西班牙人在布列塔尼登陆了一支相当大的部队，以协助法国天主教联盟，将英国和胡格诺派军队驱逐出该地区的大部分地区。1593年亨利四世皈依天主教为他赢得了国内对其王位主张的广泛支持，尤其是在巴黎（第二年他在那里加冕），他在1590年围攻了这座城市，但没有成功。1594年，英法军队占领了克罗松堡，结束了西班牙将布雷斯特港口作为入侵英格兰起点的希望。
法国宗教战争局势越来越不利于法国天主教联盟的强硬派。1596年，随着法国、英国和荷兰签订三国同盟，在西班牙占领加莱后，伊丽莎白又向法国派遣了2000名士兵。1597年9月，亨利四世领导下的英法军队夺回亚眠，就在西班牙占领该市六个月后，西班牙的一系列胜利戛然而止。事实上，法国和西班牙王室之间关于和平的第一次试探性谈判在战前就已经开始了，在亨利皈依罗马天主教后，联盟强硬派已经在整个法国失去了民众的支持，而亨利在军事上的成功为他提供了支持。此外，由于在法国、荷兰和英国的战争，西班牙的财政处于崩溃的边缘。因此，病入膏肓的腓力二世决定结束对联盟的支持，并最终承认亨利继承法国王位的合法性。在没有西班牙支持的情况下，最后的联盟强硬派很快就被击败了。1598年5月，两位国王签署了《韦尔万和约》，结束了最后一场宗教内战和西班牙的干预。

### 爱尔兰战线
1594年，爱尔兰九年战争开始，阿尔斯特领主休·奥尼尔和雷德·休·奥多内尔在西班牙的时断时续的支持下奋起反抗英国统治，这对应了英国对荷兰叛乱的支持。当英国军队以巨大的人力、普遍的痛苦和财政代价遏制爱尔兰的叛军时，西班牙在1596年和1597年又尝试派出两次无敌舰队：第一次在西班牙北部的风暴中被击碎，第二次在接近英国海岸时因恶劣天气而受挫。腓力二世于1598年去世，他的继任者腓力三世继续战争，但没有那么积极。
1601年底，西班牙派遣了最后一支无敌舰队北上，这次是一次有限的远征，目的是在爱尔兰登陆，协助叛军。只有一半的舰队抵达是因为一场风暴将其驱散，而抵达的舰队则远离爱尔兰叛军。西班牙人带着3000名士兵进入金赛尔镇，立即被英国人围困。随着时间的推移，他们的爱尔兰盟友赶到并包围围攻部队，但由于与叛军缺乏沟通，英国在金赛尔战役中取得了胜利。被围困的西班牙人接受了提议的投降条款并回国，而爱尔兰叛军坚持作战，直到1603年伊丽莎白去世后投降。

### 战事结束和签订和约

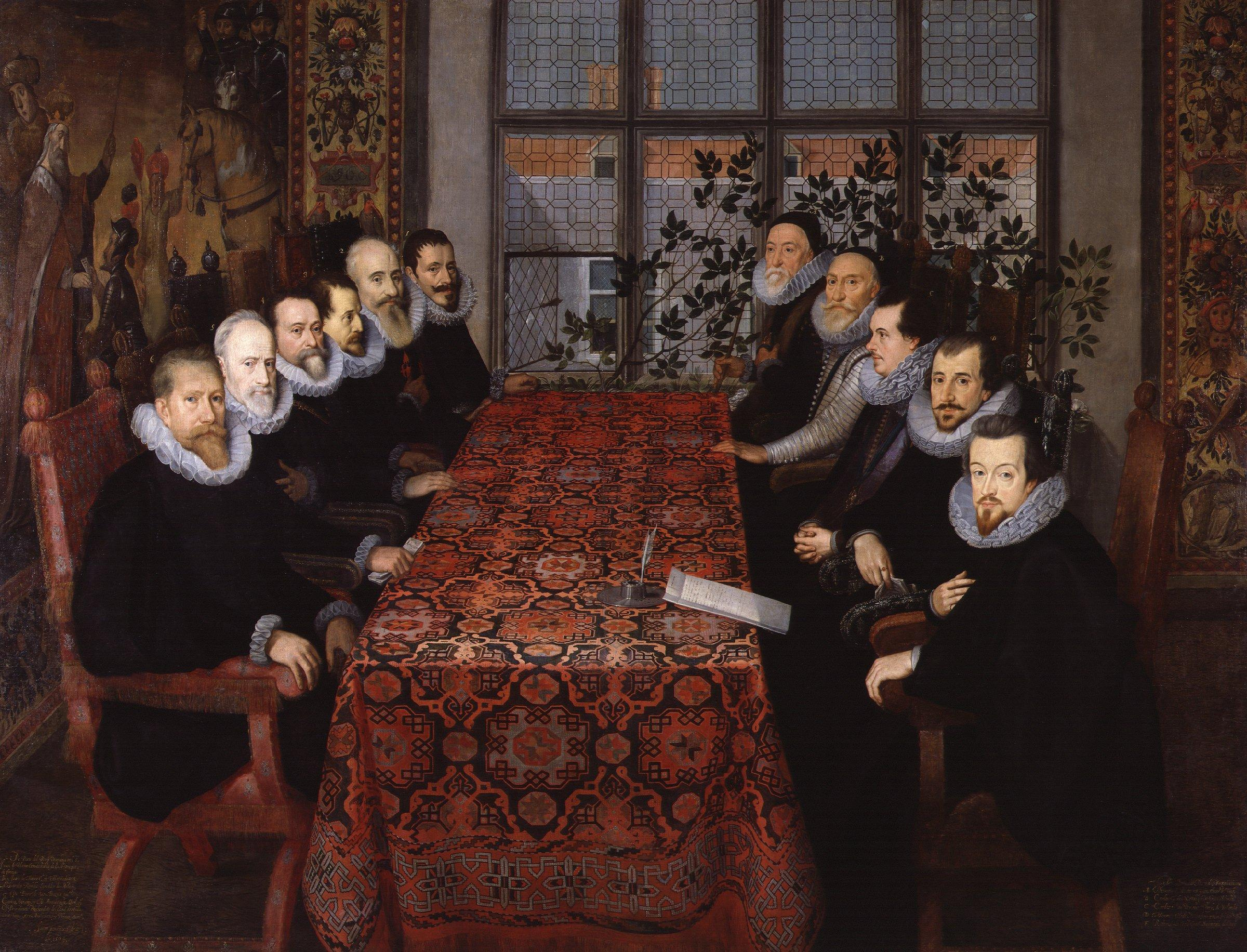
萨默塞特府和平谈判，英国大使位于右侧，西班牙大使位于左侧

随着法国战争的结束，腓力三世也寻求与英国和谈。到1598年，这场战争对西班牙来说变得漫长而昂贵。英格兰和荷兰共和国也对战争感到厌倦，双方都认为需要和平。然而，在1600年布洛涅的和平谈判中，西班牙的要求遭到了英国和荷兰的坚决拒绝。尽管如此，奥地利大公和他的妻子因凡塔·伊莎贝拉（腓力三世的妹妹）之间的外交路线仍然畅通，他们的政策与腓力不同。腓力希望维护西班牙帝国的霸权，而大公和伊莎贝拉则寻求和平与友好关系。
第二年在爱尔兰获胜后不久，理查德·莱维森领导下的英国海军对西班牙进行了第一次封锁。在葡萄牙海域，他们驶入塞辛布拉湾，由费德里科·斯皮诺拉（安布罗西奥的兄弟）和阿尔瓦罗·德·巴桑率领的八艘西班牙帆船组成的舰队当时在场。斯皮诺拉已经在佛兰德的斯勒伊斯建立了自己的基地，他正在集结更多的力量，准备在对阵英格兰的战事中发动一场潜在的进攻。1602年6月，莱维森击败了西班牙舰队，导致两艘战舰沉没，并捕获了一艘富有的葡萄牙帆船。几个月后，斯皮诺拉的舰队在英吉利海峡集结了更多的军舰，再次驶过英吉利海峡，但在多佛海峡附近再次被英荷海军分舰队击败。斯皮诺拉号剩下的船最终到达了斯勒伊斯。这一行动的结果迫使西班牙在战争的剩余时间里停止了对英国的进一步海军行动。西班牙的首要任务不再是入侵英格兰，而是占领奥斯坦德。
1603年伊丽莎白去世后，詹姆斯一世成为新的英格兰国王。他是新教徒的儿子，同时也是天主教苏格兰女王玛丽的继任者，玛丽被处决是战争的直接原因。詹姆斯认为自己是欧洲的和事佬，他理想主义外交政策的最终目的是基督教世界的统一。詹姆斯寻求结束这场旷日持久的冲突，而腓力三世也希望结束这场冲突。詹姆斯下令停止进一步的私掠行动，菲利普派遣了一个由胡安·德·塔西斯领导的西班牙佛兰德委员会前往伦敦，探讨结束战争的可能性。
经过近一年的谈判，1604年8月28日，两国在威斯敏斯特的萨默塞特宫签署了和平协议（伦敦和约）。对奥斯坦德和斯勒伊斯的围攻被允许继续进行，直到这两次战役结束。

## 后续
该条约恢复了战争前的现状；条件对西班牙和英国都有利。对西班牙来说，该条约确保了她作为世界领先大国的地位。西班牙对护航系统的升级使其能够保卫其珍宝船队并保留其新大陆殖民地。英国人停止了对荷兰反抗西班牙国王的支持，这是战争的起因之一。然后，西班牙队可以集中精力对付荷兰人，希望能让他们屈服。然而，条约中并没有承诺完全放弃荷兰的事业。另一方面，尽管西班牙提出要求，英国在荷兰的警戒城镇并没有投降。对奥斯坦德和斯勒伊斯的围攻被允许继续进行，直到这两次战役结束。事实上，到1607年，荷兰人已经占了上风；西班牙没有实现他们所希望的彻底打击，十二年休战实际上承认了共和国的独立。
对英国来说，该条约既是外交上的胜利，也是经济上的必要。与此同时，该条约在英国公众中极不受欢迎，许多人认为这是一种羞辱性的和平。许多人认为詹姆斯一世为了安抚西班牙王室而抛弃了英格兰的盟友荷兰，这损害了詹姆斯的声望。然而，该条约确保了那里的新教改革得到了保护，詹姆斯和他的大臣们拒绝了西班牙在英国容忍天主教的要求。1602年在金赛尔战败后，詹姆斯一世与爱尔兰叛军于次年签订了《梅利芬特条约》。在随后的伦敦条约中，西班牙承诺不支持叛军。
该条约在西班牙广受欢迎。1605年6月，条约在西班牙首都巴利亚多利德批准，在海军上将查尔斯·霍华德率领的大型英国大使代表团的见证下，举行了大规模的公众庆祝活动。尽管如此，一些天主教神职人员批评腓力三世与“异端势力”签署条约。
该条约的条款授权两国的商人和军舰在各自的港口运营。英国与西属荷兰（尤其是安特卫普市）和伊比利亚半岛的贸易恢复。西班牙军舰和私掠船能够利用英国港口作为海军基地，攻击荷兰航船或将部队运送到佛兰德。
战争转移了都铎王朝的殖民努力，但在战争期间投资于私掠探险的英国人获得了巨大的暴利，使他们能够为新的企业提供资金。因此，伦敦公司得以于1607年在弗吉尼亚州建立定居点。1600年东印度公司的成立对英格兰（以及后来的英国）作为殖民大国的发展意义重大。1603年，该公司在爪哇万丹市建立了一家工厂，当时该公司成功并盈利地打破了西班牙和葡萄牙的垄断。虽然最初与西班牙殖民地的非法贸易已经结束，但英国对东印度群岛和西印度群岛贸易权的要求陷入僵局，西班牙坚决反对。最终，复杂的情况导致条约避免提及此事。
对于西班牙来说，英国最终有望达成对天主教徒的宽容，但1605年的火药阴谋摧毁了这种可能性。阴谋被发现后引发的反天主教反弹平息了新教的担忧，即与西班牙的和平最终将意味着耶稣会士和天主教同情者的入侵，因为伊丽莎白时代的回避法由议会严格执行。
英格兰和西班牙一直和平到1625年。